# 根岸辰昇
根岸 辰昇（ねぎし たつのり、2020年9月20日 - ）は、東京都杉並区出身のプロ野球選手（内野手・育成選手）左投左打。東京ヤクルトスワローズ所属。

## 経歴

### プロ入りまで
小学1年生で野球を始め、小5から硬式の東京小平ボーイズでプレー。慶應義塾中等部、慶應義塾高等学校卒業。中等部在籍時には軟式野球部に所属していた。高校2年時にダリル・ストロベリーへのあこがれからMLB挑戦を目標に筋道を立てはじめた。チームは第90回選抜高等学校野球大会及び第100回全国高等学校野球選手権大会に春夏連続出場を果たす。春はベンチ入りを逃すも、夏はレギュラーの座を掴み「5番・中堅」で出場し北神奈川予選で打率.368、甲子園では2戦連続で適時打を放つなど活躍を見せるも2回戦で高知商業高校に敗退。なお、高校の2学年上には木澤尚文、一学年下には廣瀨隆太がいた。敗退後に米大学への進学を決意し、エージェントを通じて各大学に自身の打撃映像を送ったところ、アーロン・ジャッジを指導したことなどで知られるジョン・アルトベリが率いるオレンジコースト短期大学にスカウトされ、同大学に入学。
入学後すぐの2020年はコロナ禍のためシーズンが全休になった。また、アルトベリが2020年カラバサスヘリコプター墜落事故に巻き込まれ死去するが、その指導に強烈なインパクトを受ける。2021年のシーズンでは打率.447を記録するも卒業を迎えてしまったが、NCAA1部で野球を続けるため加盟する約300校のほとんどにメールを送りミドルテネシー州立大学への編入を勝ち取る。ここでも主軸として実績を積み同じく1部に所属するノースカロライナA&T州立大学に転校する。大学最後となった2024年シーズンで打率.371、8本塁打、37打点を記録したほか、7月には大学群”HBCU”のオールスターゲーム「HBCU スイングマン・クラシック」に選出され「4番・一塁」で先発出場し、2打数1安打1四球を記録した。コロナ禍以降のMLBのドラフトは指名選手が大幅に削減されていることもあり、進路をNPBに定め同月下旬に日本に帰国した。
その後プロ志望届を提出し、2024年度新人選手選択会議にて東京ヤクルトスワローズから育成1位指名を受けた。支度金320万円、年俸300万円。

## 選手としての特徴
広角に鋭い打球を飛ばし、ミート力に優れた中距離打者。「Wizard（魔術師）」と呼ばれるほどの鉄壁の打球処理と送球の正確さを併せ持つ。
橿渕聡スカウトグループデスクは根岸について「本当に主軸を打てる可能性がある。無駄のないテイクバックで（スイング）軌道も悪くない」「僕も、小川GMも、伊東昭光編成部長も、バットの出方が無駄なく非常にいいというところが、まず一番目に留まった」としている。

## 人物・エピソード
ノースカロライナA&T州立大学に転入した初日に学校周辺で銃撃戦が始まるという経験をしており、「銃口が僕にも向いて、走って逃げました。結構タフな、大変な環境ではありました」と語っている。

## 詳細情報

### 背番号
- 025（2025‐）